# Erpužice

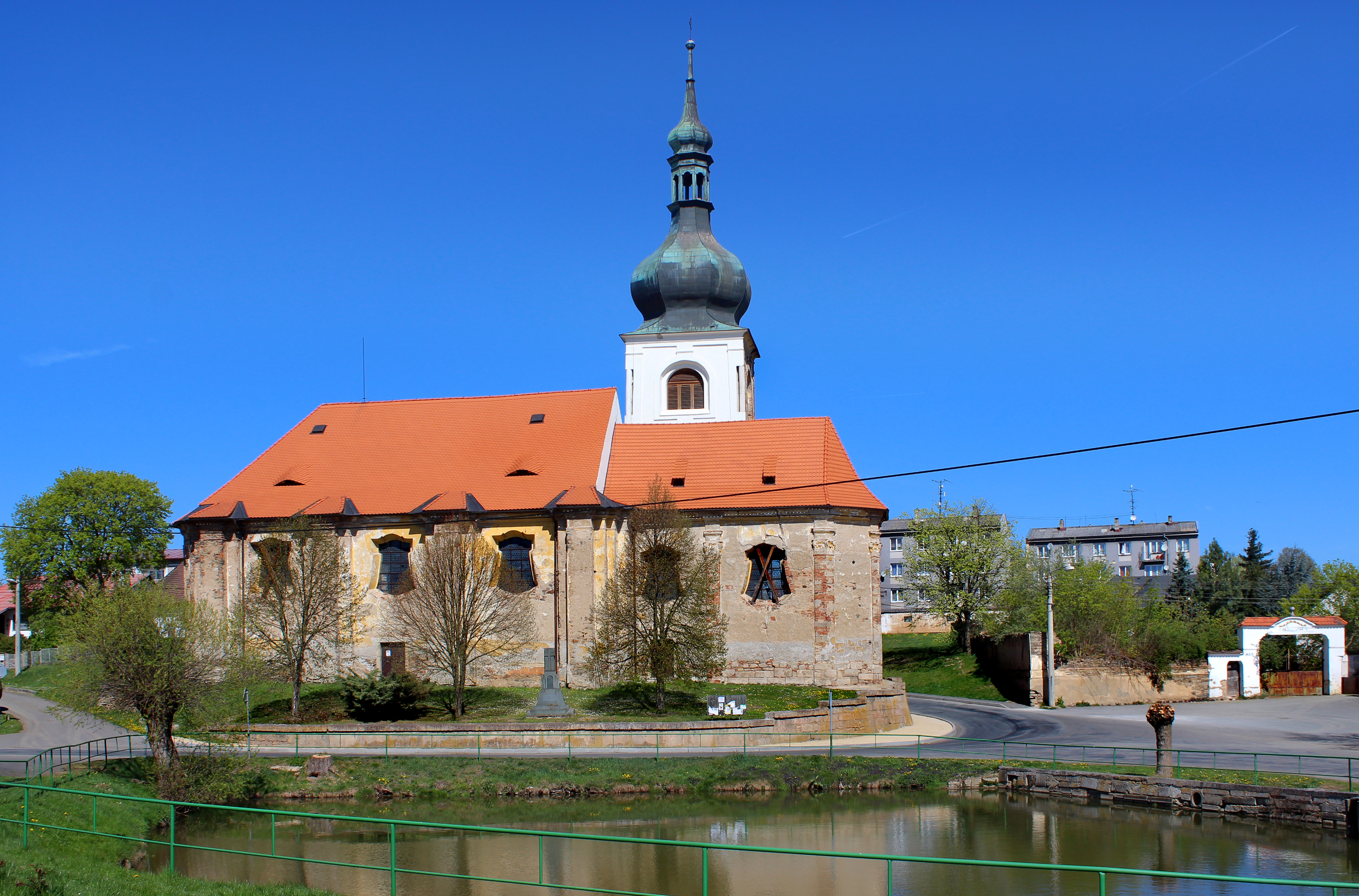
Kirche

Erpužice (deutsch Welperschitz) ist eine Gemeinde mit 345 Einwohnern (Stand: 1. Januar 2023)  in Tschechien. Sie liegt sieben Kilometer nordöstlich von Stříbro in einer Höhe von 460 m ü. M.
Der Ort befindet sich an der Eisenbahnstrecke von Pňovany nach Bezdružice. Südlich des Ortsteils Malovice beginnt ein Erholungsgebiet um den langgestreckten Stausee Hracholusky, in dem die Mies gestaut wird.

## Geschichte
Die erste Erwähnung des Ortes stammt aus dem Jahre 1175, als Herzog Soběslav II. dem Kloster Plasy mehrere Ort, darunter Crposiz überließ. Später gelangte das Dorf wieder in weltlichen Besitz, 1329 war Sulco de Erposicz juvenis der Grundherr. Seit 1395 gehörte es der Familie Habard, die sich seit dem 15. Jahrhundert Busconis de Hrádek (Bušek von Hrádek) nannten. Die Herren von Hrádek vereinten zu Beginn des 17. Jahrhunderts die Grundherrschaft mit der in Trpísty.
Nach dem Münchner Abkommen wurde der Ort dem Deutschen Reich zugeschlagen und gehörte bis 1945 zum Landkreis Mies. 1939 lebten in dem Ort 187 Menschen.

## Sehenswürdigkeiten
Bedeutendstes Baudenkmal ist die im Zentrum des Dorfes befindliche Pfarrkirche St. Margarethen, deren Zwiebelturm weithin sichtbar ist.

## Sportflugplatz
Auf dem nahe dem Dorf gelegenen, nicht öffentlichen Binnenflugplatz (LKER) des Aeroklubs Erpužice werden Rundflüge angeboten. Außerdem besteht auf diesem Feldflugplatz beim Vojenský Paraklub Erpužice die Möglichkeit zum Fallschirmspringen.

## Gemeindegliederung
Die Gemeinde Erpužice besteht aus den Ortsteilen Blahousti (Blahussen), Erpužice und Malovice (Malowitz), die zugleich auch Katastralbezirke bilden.